# Црква Светог Николе у Дојкинцима
Црква Светог Николе је српска православна црква која се налази у селу Дојкинци, 38 километара од Пирота. Црквена слава је Никољдан и обележава 19. децембра.

## Историјат и изглед цркве
Црква Светог Николе је једнобродна грађевина дужине 7,7 метара и ширине 6,5 метара са олтарском апсидом која је пречника 3 метра са полуобличастим сводом. Грађена је у поствизантијском стилу, а на њој се налазе и мотиви типични за сеоске цркве овог подручја. Зидана притесаним каменом, а кров цркве је покривен каменим плочама.
Према неким подацима, на простору данашње, постојала је стара црква изграђена најкасније у 15. или 16. веку, која је потом паљена и рушена. Средином 19. века на цркву је дозидана припата, која је била омазана блатом, беле боје и покривена црепом. Данашњи живопис датира из 1897. године који је осликао Аврам Јанков Дебарлија, такође у поствизантијском стилу. У доњим деловима зидова цркве могу се видети старији живописи, из којих се на основу технике цртања и мотива закључује да потичу из 17. века. На новом живопису видљиви су мотиви који представљају Христово страдање, као и лик Светог Христифора са пасјом главом, што симболизје Страшни суд. Изнад улазних врата цркве исписана су имена ктитора из села Дојкинци и суседних села, а натпис је настао 1879. године. На западном зиду припате у полукружој ниши налази се фреска Светог Николе и сцена Страшног суда. Поред живописа, Аврам Јанков Дебарлија је сликао и иконе на иконостасу, где се налази икона Господа Исуса Христа и икона Пресвете Богородице, које су заједно са крстом и јеванђељем украдене. Дрвени иконостас, конструкцију и резбарију радили су мајстори самоковске школе. Нове иконе, средином 19. века је урадио дворезбар Душан Лилић или локални мајстор Александар Манчић. Звоник који се налази у црквеној порти је постављен 1899. године, а саграђен је од бондрука са полукружним улазом и три мања отвора, док се на бочним странама налазе по два отвора. У унутрашњости црквене порте налази се натпис:
Ово звоно приложи цркви Дојкиначкој Св. оцу Николају, Славко Цолић, његова жена Катарина и синови Илија, Танасије, Ђорђе и Ђенко, 1893. године.
На великом звону налази се натпис:
Ово звоно приложише својој цркви сељани села Дојкинци и остали 1899. године.
Звона су рађена у Војно техничком заводу Крагујевац у другој половини 19. века, а на великом звону се налази Грб Краљевине Србије. У црквеној порти налази се и економски објекат подигнут када и припата цркве у 19. веку и у њему је била дојкиначка школа, а данас он служни као конак.